# Chevrolet Equinox EV

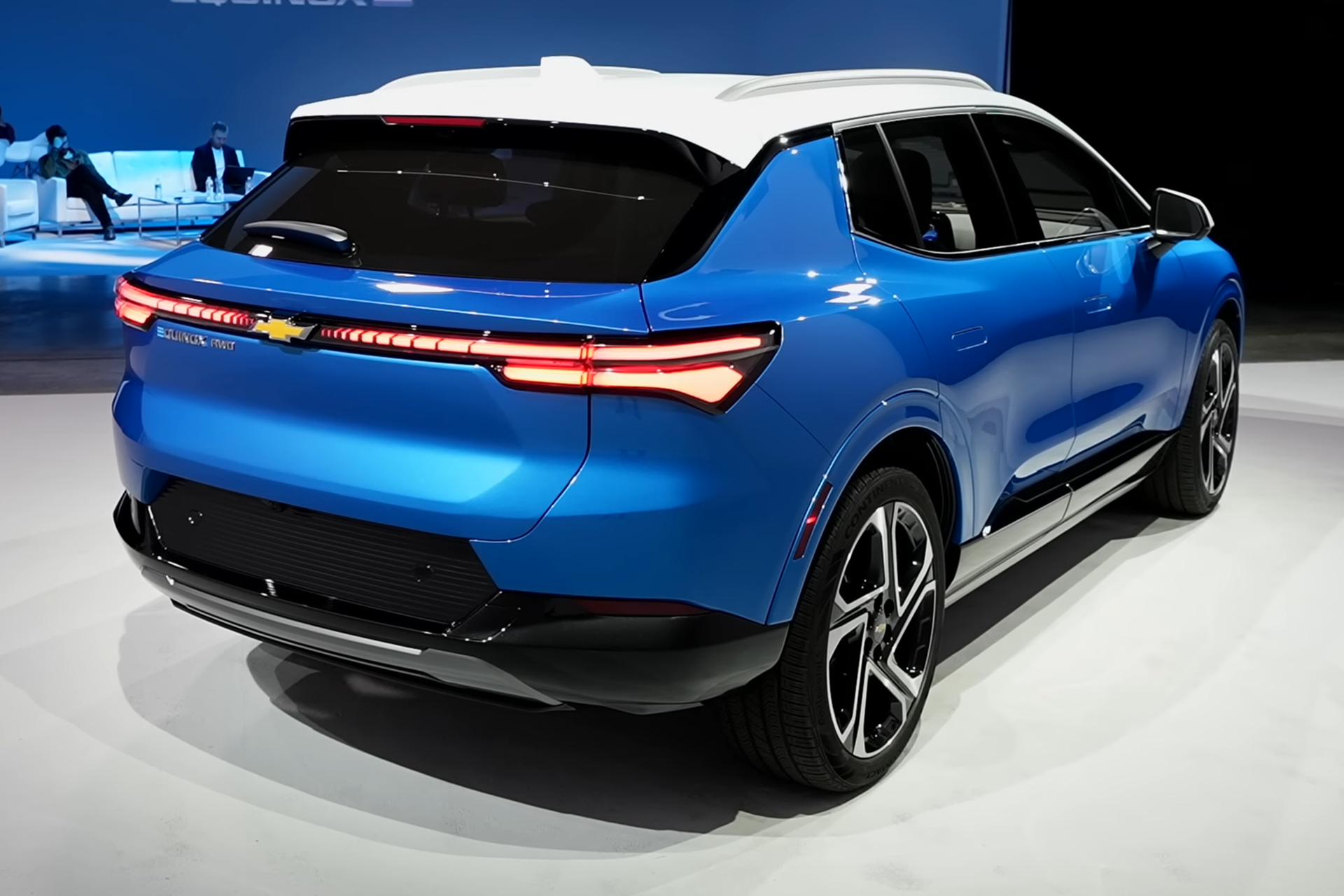
Вид сзади

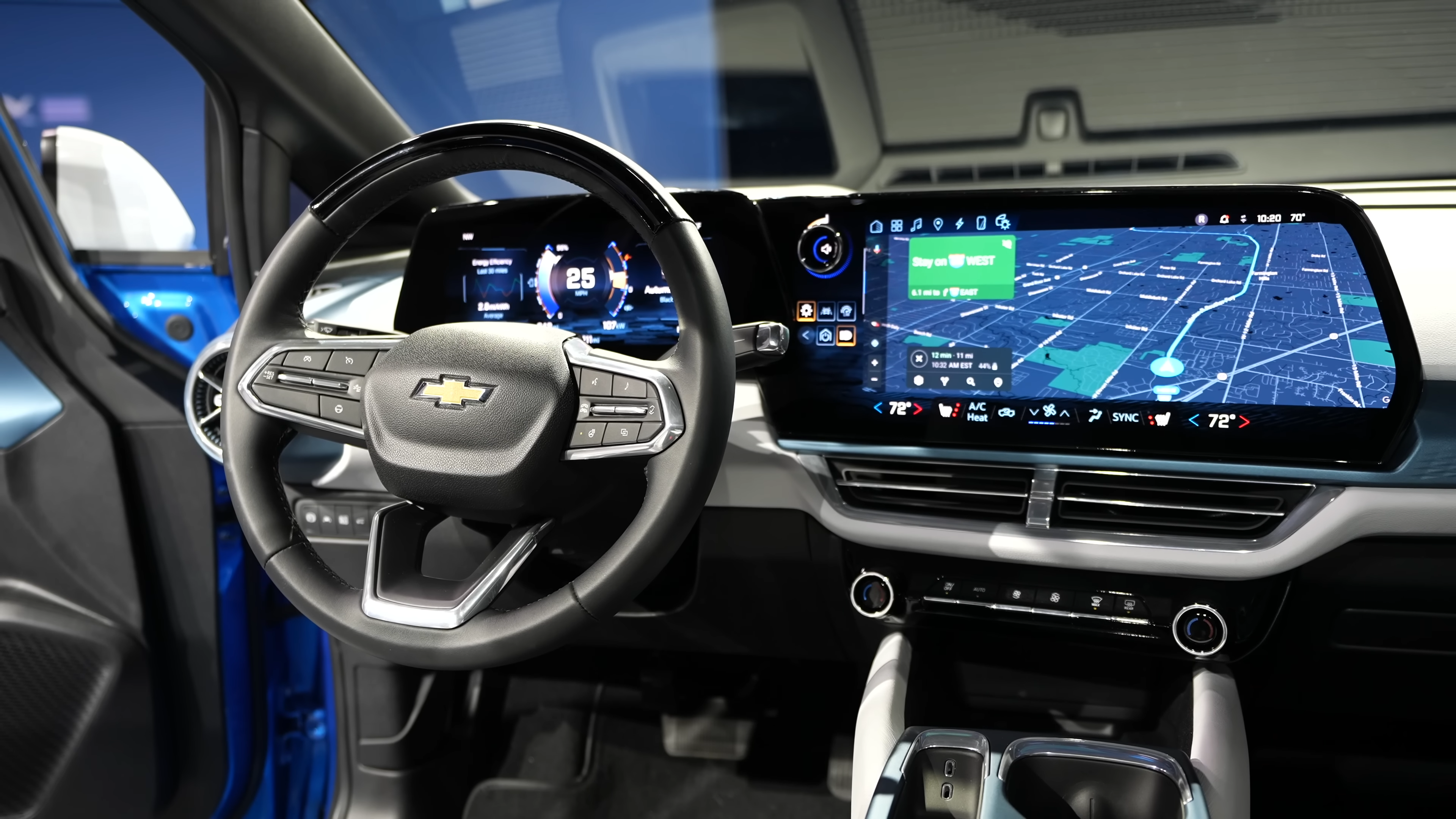
Место водителя

Chevrolet Equinox EV — электромобиль на базе Chevrolet Equinox, выпускаемый с 2024 года под маркой Chevrolet, которая принадлежит General Motors. Впервые был представлен на выставке Consumer Electronics Show.
Цена автомобиля в США составляет 30 000 долларов. Отделки автомобиля — LT и RS.
Система питания — аккумуляторы GM Ultium. Запас хода составляет 480 км. Опционально доступна система Vehicle-to-grid.
Автомобиль производится на платформе Ultium. По габаритам автомобиль ниже базовой модели.
Объём багажника составляет 1620 л.